# Koordination
Der Begriff Koordination (lateinisch ordinare = in Reih und Glied stellen, regeln, ordnen, in eine bestimmte Folge bringen; daraus mittellateinisch coordinare = zuordnen, beiordnen) beinhaltet in seiner allgemeinen Bedeutung das Aufeinanderabstimmen, die gegenseitige Zuordnung verschiedener menschlicher, sozialer, wirtschaftlicher oder technischer Vorgänge. Die Zusammenarbeit von Menschen oder Gruppen nennt man Kooperation. Kooperation und Koordination sind in aller Regel auf ein bestimmtes (komplexes) Ziel ausgerichtet, oft miteinander verknüpft. Zur Koordination bedarf es daher allgemein der Koordinationsfähigkeit, bestehend aus mehreren koordinativen Fähigkeiten, um verschiedene Einzelaufgaben oder menschliche Aktivitäten in einem komplexen Aufgabenfeld so organisieren zu können, dass sie sich sinnvoll und zweckgerichtet ineinander fügen, unabhängig davon, ob es sich um organisatorische Prozesse (Management) oder motorische Bewegungsabläufe handelt. Daher beschäftigen sich ganz unterschiedliche Wissenschaften und Therapien mit der Koordinationsfähigkeit des Menschen, insbesondere die Bewegungswissenschaft, die Physiotherapie (Koordinationsgymnastik), die Verhaltenstherapie und Psychologie. 

## Anwendungsfelder
Der Koordinationsbegriff findet sich in zahlreichen Anwendungsfeldern, wobei sich Unterschiede in der begrifflichen Verwendung zeigen:
- In der Arbeitswissenschaft beschreibt der Begriff das Zusammenführen von Ressourcen, Arbeitsmitteln und menschlicher Arbeitskraft sowie der entsprechenden planerischen, gestalterischen und kooperativen Aktivitäten unter den Aspekten der Erfolgsoptimierung und Aufwandsökonomie.
- Im Verkehrsbereich[3] versteht man unter dem Begriff die Ordnung und Regelung der verschiedenen Verkehrsströme und Verkehrsteilnehmergruppen (Fußgänger, Radfahrer, Kraftfahrzeugfahrer, Schienenfahrzeugbenutzer) in verträgliche Bahnen, das Schaffen eines funktionierenden Verkehrssystems.
- Im Managementsektor[4] steht der Begriff für die systematische Gliederung von Sachverhalten, für die Lenkung von Personengruppen und Projekten sowie für die entsprechenden strategischen Vorgehensweisen.
- In der Bewegungswissenschaft kennzeichnet der Begriff das harmonische Zusammenspiel verschiedener Muskelgruppen, Körperteile, Einzelbewegungen zu einem geschlossenen Bewegungsablauf (Bewegungskoordination), siehe dazu auch den Wiener Koordinationsparcours.
- In der Sensomotorik findet in dem Begriff die spezielle Steuerung von Bewegungen durch Kleinhirn und Stammganglien über Kinästhetik und Gesichtssinn, also das Zusammenspiel von Sinnesfunktionen, ihren Ausdruck.
- Auf dem Fußballfeld charakterisiert der Begriff die Aufgabe des Spielführers, die Einzelaktionen der Spieler bei Angriff und Abwehr erfolgsorientiert zu einer Mannschaftsleistung zu verbinden.
- In der Physiologie erfasst der Begriff das Zusammenwirken von Kleinhirn, Reizleitungssystem und Muskulatur zu einem geordneten Bewegungsablauf, aber auch die nervlich gesteuerten innerorganischen Vorgänge (vegetative Abläufe, Temperaturregulation, autonome Muskelaktionen).
- In der Verhaltenstherapie drückt der Begriff mit dem Wort Verhaltenskoordination[5] das Bemühen aus, anpassungsresistenten Menschen mit Eingliederungsproblemen in gesellschaftliches Umfeld, Sport- und Arbeitswelt durch das Lernen von Interaktionen neue Lebensperspektiven zu vermitteln.
- In der Politik beinhaltet der Begriff die koordinierte Erreichung eines Ziels, zum Beispiel des Friedens, siehe zum Beispiel den Begriff Friedenskoordination in der Friedensbewegung.
- In der Musik wird zum Beispiel beim Geige spielen mit dem Wort Koordination ausgedrückt, dass rechte und linke Hand oder Bewegungen allgemein aufeinander abgestimmt sein müssen. Das kann sich auch in der Kammermusik oder im Orchester auf das richtige Abstimmen von unterschiedlichen Stimmen untereinander beziehen.